# Ash Ra Tempel
Ash Ra Tempel (także Ash Ra lub Ashra) – niemiecki awangardowy zespół muzyczny założony przez Manuela Göttschinga w sierpniu 1970. Skład uzupełnili: Hartmut Enke i Klaus Schulze, który opuścili zespół jeszcze w pierwszej połowie lat 70.
Muzyka grupy jest trudna do zdefiniowania, gdyż przeszła przez wiele różnych faz i objęła następujące gatunki i style: psychodeliczny rock, space rock, rock elektroniczny, ambient, techno i jazz rock. W czasie ponad trzydziestoletniej działalności grupa wielokrotnie zmieniała skład, a w latach 1975–1984 była wyłącznie solowym przedsięwzięciem Göttschinga, który pozostaje jedynym muzykiem grającym w składzie zespołu przez wszystkie lata jego działalności.
Zespół był jednym z pionierów rockowej odmiany muzyki elektronicznej oraz prekursorem innych stylów muzycznych. Na albumie Inventions for Electric Guitar (1975) Göttsching, także jako solista, zagrał trzy imitacje gitarowe, które są interesującym przykładem minimalizmu w muzyce rockowej. Albumy New Age of Earth (1976), Blackouts (1977) i Correlations (1979) są przykładami jazz rocka, a albumy Walkin’ The Desert (1989) i Friendship to powrót do muzyki elektronicznej. Album E2-E4 (1984) nagrany solowo przez Göttschinga zawiera ponad 40-minutową, instrumentalną kompozycję, będącą jedną z pierwszych realizacji stylu techno.
W 1996 zespół wydał sześciopłytowy zestaw nagrań koncertowych i studyjnych dokonanych w latach 1970–1979 i nigdy wcześniej nie publikowanych. W przeciwieństwie do podobnych tego typu realizacji innych grup i artystów, nagrania nie zostały poddane obróbce, lecz wydane w stanie surowym.

## Skład
- Manuel Göttsching  (gitara, instrumenty klawiszowe),
- Harald Grosskopf (perkusja),
- Bettina Hohls (śpiew),
- Timothy Leary (śpiew),
- Rosi Müller (śpiew, harfa),
- Wolfgang Müller (perkusja),
- Ulii Popp (Instrumenty perkusyjne)
- Steve Schröder (instrumenty klawiszowe),
- Klaus Schulze (instrumenty klawiszowe, perkusja)
- Lutz Ulbrich (gitara, instrumenty klawiszowe),
- Matthias Wehler (saksofon)
- Brian Barritt (śpiew),
- Dietmar Burmeister (perkusja),
- Dieter Dierks (gitara basowa),
- Micheal Duwe (śpiew, flet),
- Lizz Elliot (śpiew),
- Hartmut Enke (gitara basowa)

## Dyskografia
- 1971 Ash Ra Tempel (Manuel Göttsching, Hartmut Enke, Klaus Schulze)
- 1972 Schwingungen (Manuel Göttsching, Hartmut Enke, Wolfgang Müller, Matthias Wehler, Ulii Popp)
- 1973 Seven Up (Timothy Leary, Brian Barritt, Liz Elliot, Bettina Hohls, Michael Duwe, Portia Nkomo, Manuel Göttsching, Hartmut Enke, Steve Schroeder, Dietmar Burmeister, Tommy Engel, Klaus D. Mueller, Dieter Dierks)
- 1973 Join Inn (Manuel Göttsching, Hartmut Enke, Klaus Schulze, Rosi Müller)
- 1973 Starring Rosi (Manuel Göttsching, Rosi Müller, Harald Grosskopf, Dieter Dierks)
- 1975 Inventions For Electric Guitar (Manuel Göttsching)
- 1976 New Age Of Earth (Manuel Göttsching)
- 1977 Blackouts (Manuel Göttsching)
- 1979 Correlations (Manuel Göttsching, Lutz Ulbrich, Harald Grosskopf)
- 1980 Belle Alliance (Manuel Göttsching, Lutz Ulbrich, Harald Grosskopf)
- 1984 E2-E4 (Manuel Göttsching)
- 1989 Walkin’ The Desert (Manuel Göttsching, Lutz Ulbrich)
- 1991 Dream & Desire (recorded 1977, Manuel Göttsching)
- 1991 Tropical Heat (recorded 1985/1986, Manuel Göttsching, Lutz Ulbrich, Harald Grosskopf)
- 1993 Le Berceau de Cristal (recorded 1975, Manuel Göttsching, Lutz Ulbrich)
- 1996 The Private Tapes Vol. 1 (recorded 1970-1979)
- 1996 The Private Tapes Vol. 2 (recorded 1970-1979)
- 1996 The Private Tapes Vol. 3 (recorded 1971-1975)
- 1996 The Private Tapes Vol. 4 (recorded 1973-1979)
- 1996 The Private Tapes Vol. 5 (recorded 1973-1989)
- 1996 The Private Tapes Vol. 6 (recorded 1971-1979)
- 1998 Sauce Hollandaise (Manuel Göttsching, Lutz Ulbrich, Hrald Grosskopf, Seve Baltes)
- 1998 @shra (Manuel Göttsching, Lutz Ulbrich, Hrald Grosskopf, Seve Baltes)
- 2000 Friendship (Manuel Göttsching, Klaus Schulze)
- 2000 Gin Rosé at the Royal Festival Hall (Manuel Göttsching, Klaus Schulze)
- 2002 @shra Vol. 2 (Manuel Göttsching, Lutz Ulbrich, Hrald Grosskopf, Seve Baltes)
- 2002 The Making Of (Manuel Göttsching, Lutz Ulbrich, Harald Grosskopf)
- 2005 Die Mulde
- 2005 Concert for Murnau
- 2005 E2-E4 Live (Zeitkratzer ensemble & Manuel Göttsching)